# St Andrew’s Church (Dundee)

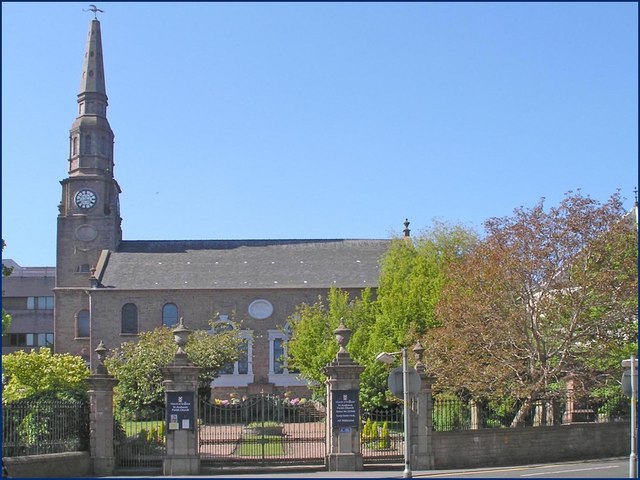
St Andrew’s Church

Die St Andrew’s Church ist eine Pfarrkirche der presbyterianischen Church of Scotland in der schottischen Stadt Dundee in der gleichnamigen Council Area. 1963 wurde das Bauwerk in die schottischen Denkmallisten in der höchsten Denkmalkategorie A aufgenommen. Es ist nicht zu verwechseln mit der ebenfalls in Dundee befindlichen katholischen St Andrew’s Cathedral.

## Geschichte
Die Kaufmannsgilde der wachsenden Stadt Dundee trat an die Stadtverwaltung mit dem Gesuch der Errichtung einer neuen Kirche heran. Die Stadt Dundee lehnte den Antrag jedoch ab, sodass die Gilde mit der Planung der St Andrew’s Church auf eigene Kosten begann. Im Rahmen einer Zeremonie wurde am 4. Juni 1772 der Grundstein gelegt. Für den Entwurf des 1774 fertiggestellten Kirchengebäudes zeichnet der schottische Architekt Samuel Bell verantwortlich, der vermutlich einen aus dem Jahre 1769 stammenden Entwurf James Craigs adaptierte.
Colonel Hunter of Burnside erwarb später die Turmuhr, mit welcher die Kirche seit ihrer Eröffnung ausgestattet gewesen war. Sein Sohn General David Hunter stiftete sie 1826 der neu erbauten St Aidens Church in Broughty Ferry. Die heutige Turmuhr fertigte James Ivory. Heute ist die St Andrew’s Church die einzige erhaltene Gilden- beziehungsweise Zunftkirche in Schottland.

## Beschreibung
Die St Andrew’s Church steht an der King Street abseits der A929/A991 am Nordostrand des Stadtzentrums von Dundee. Die längliche Saalkirche ist klassizistisch mit palladianischen Motiven ausgestaltet. Sein Bruchsteinmauerwerk war möglicherweise einst mit Harl verputzt. Der an der Westseite vorgelagerte Glockenturm ist mit Rundbogenöffnungen und Thermenfenstern gestaltet. Im dritten Abschnitt, in welchem die Turmuhren eingelassen sind, verjüngt sich der Turm. Darüber ist er oktogonal fortgeführt und schließt mit einem spitzen Helm, dessen Wetterfahne als Drache gestaltet ist. Die fünf Achsen weiten Seitenfassaden sind mit jeweils zwei venezianischen Fenstern ausgestaltet. Ionische Pilaster gliedern die Fassade vertikal. Das abschließende Satteldach ist mit Schiefer eingedeckt.